# Boukou
Boukou är en ort i Burkina Faso.   Den ligger i regionen Centre-Ouest, i den centrala delen av landet, 40 km nordväst om huvudstaden Ouagadougou. Boukou ligger 335 meter över havet och antalet invånare är 1 024.
Terrängen runt Boukou är mycket platt. Närmaste större samhälle är Boussé, 12,0 km norr om Boukou.
Trakten runt Boukou består till största delen av jordbruksmark. Runt Boukou är det ganska tätbefolkat, med 111 invånare per kvadratkilometer.